# Toxicity (canção)
"Toxicity!" é uma canção da banda norte-americana System of a Down, lançada no álbum Toxicity. A canção foi eleita a 14ª maior canção de metal leo VH1. A música faz um protesto a todos os problemas das cidades e a todos aqueles que se tornam problemas. Possui uma guitarra extremamente bem tocada por Daron Malakian e uma melodia durante os versos com muitas variações, é com certeza uma das melhores e mais trabalhadas músicas do System of a Down.
"Toxicity" pode ser baixada para o jogo Rock Band, e também faz parte da lista de músicas do Guitar Hero: Metallica.

## Faixas

### Toxicity (Maxi-Single)
| N.º | Título                  | Música             | Duração |  |
| 1.  | "Toxicity"              | Odadjian, Malakian | 3:39    |  |
| 2.  | "X (ao vivo)"           | Malakian           | 3:02    |  |
| 3.  | "Suggestions" (ao vivo) | Malakian           | 2:44    |  |
| 4.  | "Marmalade"             | Malakian           | 2:59    |  |
| 5.  | "Toxicity" (vídeo)      | Odadjian, Malakian | 3:43    |  |

### Toxicity (turnê australiana)
Todas as letras por Serj Tankian
| N.º | Título                  | Música             | Duração |  |
| 1.  | "Toxicity"              | Odadjian, Malakian | 3:39    |  |
| 2.  | "X" (ao vivo)           | Malakian           | 3:05    |  |
| 3.  | "Suggestions" (ao vivo) | Malakian           | 2:44    |  |
| 4.  | "Sugar" (3:28)          | Odadjian, Malakian | 3:28    |  |

### Toxicity (lançamento do RU)

#### CD1
Todas as letras por Serj Tankian
| N.º | Título                  | Música             | Duração |  |
| 1.  | "Toxicity"              | Odadjian, Malakian | 3:42    |  |
| 2.  | "X" (ao vivo)           | Malakian           | 3:05    |  |
| 3.  | "Suggestions" (ao vivo) | Malakian           | 2:44    |  |

#### CD2
Todas as letras por Serj Tankian, exceto "Metro", escrita e composta por John Crawford
| N.º | Título      | Música             | Duração |  |
| 1.  | "Toxicity"  | Odadjian, Malakian | 3:41    |  |
| 2.  | "Marmalade" | Malakian           | 3:02    |  |
| 3.  | "Metro"     | John Crawford      | 3:00    |  |

### Toxicity (Edição limitada do single em 7"
Todas as letras por Serj Tankian.
| N.º | Título     | Música             | Duração |  |
| 1.  | "Toxicity" | Odadjian, Malakian | 3:39    |  |
| 2.  | "Störagéd" | Malakian           | 1:19    |  |

### Toxicity (Promo Single)
Todas as letras por Serj Tankian, exceto "Metro", escrita e composta por John Crawford
| N.º | Título         | Letras            | Música             | Duração |  |
| 1.  | "Toxicity"     | Tankian           | Odadjian, Malakian | 3:39    |  |
| 2.  | "Prison Songs" | Tankian, Malakian | Malakian           | 3:21    |  |
| 3.  | "X"            | Tankian           | Malakian           | 1:58    |  |

## Gráficos
| Melhores posições nas paradas | Melhores posições nas paradas | Melhores posições nas paradas | Melhores posições nas paradas | Melhores posições nas paradas | Melhores posições nas paradas | Melhores posições nas paradas | Melhores posições nas paradas | Melhores posições nas paradas |
| EUA                           | Mainstream dos EUA            | Modern Rock dos EUA           | AUS                           | ALE                           | IRL                           | HOL                           | SUI                           | RU                            |
| ----------------------------- | ----------------------------- | ----------------------------- | ----------------------------- | ----------------------------- | ----------------------------- | ----------------------------- | ----------------------------- | ----------------------------- |
| 70                            | 10                            | 3                             | 39                            | 88                            | 47                            | 75                            | 90                            | 25                            |